# ذبيبيات الفطر
ذُبيبيات الفطر  بعوضة الفطر أو ذباب الفطر الأسود أو هاموش الفطر قاتم الأجنحة (الاسم العلمي: Sciaridae)، فصيلة حشرات من الذباب. توجد في البيئات الرطبة، وهي آفة تصيب مزارع الفطر وتوجد عادًة في أواني النباتات المنزلية. هذه الفصيلة واحدة من أقل الفصائل التي تمت دراستها من فصائل ذوات الجناحين الكثيرة، ربما بسبب صغر حجم هذه الحشرات وصعوبة تحديد هويتها.
حاليًا، يتم وصف حوالي 1700 نوعًا، لكن هناك ما يقدر بنحو 20.000 نوع في انتظار الاكتشاف، خاصة في المناطق الاستوائية. وهناك أكثر من 600 نوع معروف من أوروبا.